# Barcelona Uroloki 2020
Questa voce raccoglie le informazioni riguardanti i Barcelona Uroloki nelle competizioni ufficiali della stagione 2020.

## XXXII LCFA Senior

### Stagione regolare
| 3 novembre 2019, ore 18:00 1ª giornata | Barcelona Uroloki | 19 – 21 | Barcelona Pagesos |  |

| 1º dicembre 2019, ore 12:50 3ª giornata | Barcelona Búfals | 7 – 16 | Barcelona Uroloki |  |

| 15 dicembre 2019, ore 17:30 4ª giornata | Barcelona Uroloki | 26 – 6 | Reus Imperials |  |

| 12 gennaio 2020, ore 12:00 5ª giornata | Terrassa Reds | 0 – 7 | Barcelona Uroloki |  |

| 26 gennaio 2020, ore 17:00 6ª giornata | Argentona Bocs | 14 – 9 | Barcelona Uroloki |  |

| 9 febbraio 2020, ore 17:00 7ª giornata | Ducs Football | 0 – 6 | Barcelona Uroloki |  |

| 22 febbraio 2020, ore 18:15 8ª giornata | Barcelona Uroloki | 49 – 0 | Vilafranca Eagles |  |

| 8 marzo 2020, ore 18:30 9ª giornata | Barcelona Uroloki | 28 – 0 | Riudoms Rebels |  |

| 22 marzo 2020 10ª giornata | Mollet Panthers | – | Barcelona Uroloki |  |

| 5 aprile 2020, ore 19:00 11ª giornata | Barcelona Uroloki | – | Barberá Rookies |  |

## Statistiche di squadra
| Competizione      | %Vittorie | In casa | In casa | In casa | In casa | In casa | In casa | In trasferta | In trasferta | In trasferta | In trasferta | In trasferta | In trasferta | Totale | Totale | Totale | Totale | Totale | Totale |
| Competizione      | %Vittorie | G       | V       | N       | P       | Pf      | Ps      | G            | V            | N            | P            | Pf           | Ps           | G      | V      | N      | P      | Pf     | Ps     |
| ----------------- | --------- | ------- | ------- | ------- | ------- | ------- | ------- | ------------ | ------------ | ------------ | ------------ | ------------ | ------------ | ------ | ------ | ------ | ------ | ------ | ------ |
| Stagione regolare | .750      | 4       | 3       | 0       | 1       | 122     | 27      | 4            | 3            | 0            | 1            | 38           | 21           | 8      | 6      | 0      | 2      | 160    | 48     |
| Totale            | .750      | 4       | 3       | 0       | 1       | 122     | 27      | 4            | 3            | 0            | 1            | 38           | 21           | 8      | 6      | 0      | 2      | 160    | 48     |